# Martin Gould
Martin Gould (n. 14 septembrie 1981, Londra, Anglia, Regatul Unit) este un jucător englez de snooker. 
A câștigat Openul German din 2016. Gould a realizat breakul maxim o singură dată. 
În 2012, se afla pe poziția 11 mondială aceasta fiind și cea mai bună clasare din carieră. Momentan ocupă poziția a 29-a conform clasamentului actualizat din aprilie 2019.  
Locuiește la Pinner în Londra.